# ASV Idar-Oberstein
Der ASV Idar-Oberstein ist ein deutscher Sportverein mit Sitz in der rheinland-pfälzischen Stadt Idar-Oberstein im Landkreis Birkenfeld. Er entstand 1971 aus dem Zusammenschluss der SpVgg 08 Oberstein mit dem SC Eintracht Oberstein.

## Vorgängervereine

### Sportvereinigung 08 Oberstein
Im Jahre 1919 fusionierten der 1.FC Oberstein 08, der FC Urania Oberstein, der Fussballverein Oberstein und der Sportclub Nahe 09 zur Sportvereinigung 08 Oberstein. Nach dem Zweiten Weltkrieg spielte der Verein für längere Zeit in der höchsten rheinland-pfälzischen Amateurklasse, zunächst von 1947 bis 1949 in der Landesliga Rheinland, dann von 1949 bis 1952 in der Landesliga Rheinhessen/Nahe und seit 1952 in der 1. Amateurliga Südwest. Nach der Saison 1955/56 stieg der Verein in die 2. Amateurliga Südwest ab. Zur Saison 1958/59 gelang der Wiederaufstieg in die 1. Amateurliga, in der die SpVgg 08 Oberstein bis zur Saison 1963/64 verblieb.

### Sportclub Eintracht Oberstein
Der SC Eintracht Oberstein entstand 1946 durch die Fusion des FC Homerich 1919 mit dem Rasensportverein 09 Oberstein. Der Verein konnte 1953 den Südwest-Pokal gewinnen und spielte viele Jahre in der 2. Amateurliga Südwest.

## Fußball

### Erfolgsjahre in den 1970ern
Der ASV Idar-Oberstein stieg zur Saison 1975/76 in die 1. Amateurliga Südwest auf, die damals die dritthöchste Spielklasse darstellte. Mit 33:35 Punkten konnte die Klasse über den zehnten Platz gehalten werden. In derselben Saison durfte die Mannschaft zudem auch noch am DFB-Pokal teilnehmen. In der 1. Hauptrunde konnte die SG 01 Hoechst mit 3:2 zuhause geschlagen werden. Nach der 2. Hauptrunde war für den Verein aber auch Schluss. Hier unterlag die Mannschaft mit 4:0 bei Westfalia Herne. Ebenfalls durfte die A-Junioren-Mannschaft des Vereins in dieser Saison an der Deutschen Meisterschaft als Vertreter des Südwest-Verbandes antreten. Im Achtelfinale traf der ASV auf den 1. FC Köln und spielte in zwei Spielen jeweils Unentschieden. Im abschließenden Elfmeterschießen scheiterte die Mannschaft mit 6:5 an den Kölnern.
Nach der Amateurliga-Saison 1977/78 wurde die Liga neu aufgeteilt und bedingt durch den 17. Platz innerhalb der Liga musste der Verein in die 2. Amateurliga absteigen.

### Heutige Zeit
In der Saison 2003/04 spielte der Verein in der Bezirksliga Nahe und belegte dort mit 25 Punkten den 14. Platz. Mit nur 11 Punkten musste die Mannschaft jedoch nach der Saison 2005/06 in die Bezirksklasse West absteigen. Dort konnte in der folgenden Saison mit 19 Punkten und dem 15. Platz auch nur knapp die Klasse gehalten werden. Allerdings hatte der Absteiger SC Birkenfeld II auch nur 8 Punkte. Trotzdem spielte die Mannschaft in der Saison 2007/08 in der Kreisliga Nahe West, aus der sie als Meister mit 67 Punkten direkt wieder aufsteigen konnte. Zurück in der Bezirksklasse, belegte die Mannschaft mit 39 Punkten den neunten Platz. Nach der Saison 2009/10 landete die Mannschaft mit 20 Punkten allerdings auf dem 16. Platz und musste wieder absteigen. Wieder zurück in der Kreisliga, endete die erste Saison hier mit 32 Punkten auf dem 12. Platz. Nach der Saison 2011/12 platzierte sich die Mannschaft mit 66 Punkten auf dem zweiten Platz, womit sie an den Aufstiegsspielen zur Bezirksklasse teilnehmen durfte. Gegen den TuS Mörscheid II setzte es aber zuhause zuerst eine 0:4- und dann auswärts eine 3:2-Niederlage, womit der Aufstieg verpasst wurde. Die darauffolgende Saison endete mit 53 Punkten nur auf dem fünften Platz. Zur nächsten Saison trat die Mannschaft in der B-Klasse Birkenfeld West an und konnte dort mit 78 Punkten den zweiten Platz für sich behaupten. Bei den Aufstiegsspielen gegen die TuS Becherbach konnte die Mannschaft beide Spiele gewinnen und somit in die A-Klasse aufsteigen. Aus der A-Klasse hätte die Mannschaft direkt nach der Saison 2014/15 wieder mit 29 Punkten und dem 13. Platz absteigen müssen, tat dies aber nicht. Ebenfalls nach der Saison 2015/16 wäre ein Abstieg nach der Saison nötig gewesen. Erst nach der Saison 2016/17 musste die Mannschaft mit nur 10 Punkten über den 16. Platz dann wirklich absteigen. Nun wieder in der B-Klasse, gelang gleich mit 79 Punkten der zweite Platz und damit wieder einmal die Qualifikation zur Teilnahme an Aufstiegsspielen. Hier unterlag die Mannschaft aber wieder in beiden Spielen, diesmal der SpVgg Teufelsfels, womit nichts aus dem Aufstieg wurde. Somit spielt die Mannschaft bis heute in der B-Klasse.

## Leichtathletik
Am 9. April 1989 gewann der für den ASV startende Helmut Reitz den Kassel-Marathon.